# 西尔维娅·霍夫曼
西尔维娅·霍夫曼（英語：Sylvia Hoffman，1989年6月29日—），生于费城，美国女子雪车运动员。她曾代表美国参加2022年冬季奥林匹克运动会雪车比赛，获得女子双人铜牌。